# Deinosuchus
Deinosuchus és un gènere extint de crocodilians gegants de la superfamília dels al·ligatoroïdeus. Relacionat amb els al·ligàtors i caimans moderns, va viure fa entre 82 i 73 milions d'anys (Ma), durant el període Cretaci superior.
El nom es tradueix com a ‘cocodril terrible’ i deriva del grec dinós (δεινός), ‘terrible’ i sukhos (σοῦχος), ‘cocodril’.
Se n'han trobat restes fòssils a Nord-amèrica. Les primeres restes es van descobrir a Carolina del Nord (Estats Units d'Amèrica) a la dècada del 1850; el gènere va ser nomenat i descrit l'any 1909. Fragments addicionals es van descobrir a la dècada del 1940 i més tard es van incorporar a una reconstrucció de crani influencial, encara que inexacta, al Museu Americà d'Història Natural.
El coneixement de Deinosuchus segueix sent incomplet, però el millor material cranial trobat en els darrers anys ha ampliat la comprensió científica d'aquest depredador massiu.
Tot i que Deinosuchus era molt més gros que qualsevol cocodril o caiman modern, amb els adults més grans que mesuraven 10,64 metres de longitud total, el seu aspecte general era bastant similar al dels seus parents més petits. Tenia unes dents grans i robustes fetes per aixafar, i l'esquena estava coberta d'osteoderms hemisfèrics gruixuts. Un estudi va indicar que Deinosuchus podria haver viscut fins a 50 anys, creixent a un ritme similar al dels cocodrils moderns, però mantenint aquest creixement durant molt més temps.
S'han descrit fòssils de Deinosuchus de deu estats dels Estats Units d'Amèrica, inclosos Texas, Montana i molts al llarg de la costa est. També s'han trobat fòssils al nord de Mèxic. Va viure a banda i banda de la via marítima interior occidental i era un depredador oportunista a les regions costaneres de l'est d'Amèrica del Nord. Deinosuchus va assolir la seva mida més gran al seu hàbitat occidental, però les poblacions orientals eren molt més abundants. Les opinions romanen dividides sobre si aquestes dues poblacions representen espècies separades.
Deinosuchus probablement era capaç de matar i menjar dinosaures grans. També podia haver-se alimentat de tortugues marines, peixos i altres preses aquàtiques i terrestres.

## Descripció

### Morfologia
Malgrat la seva gran mida, l'aspecte general de Deinosuchus no era considerablement diferent de la dels cocodrils moderns. Deinosuchus tenia un musell ample i semblant a un caiman, amb una punta lleugerament bulbosa. Cada premaxil·lar contenia quatre dents, i el parell més proper a la punta del musell era significativament més petit que els altres dos.  Cada maxil·lar (l'os principal que porta les dents a la mandíbula superior) contenia 21 o 22 dents. El recompte de dents per a cada dentari (os que porta dents a la mandíbula inferior) era d'almenys 22. Totes les dents eren molt gruixudes i robustes; els propers a la part posterior de les mandíbules eren curts, arrodonits i contundents. Sembla que s'han adaptat per aixafar en lloc de perforar. Quan la boca estava tancada, només hauria estat visible la quarta dent de la mandíbula inferior. El mateix crani de Deinosuchus tenia una forma única que no es veia en cap altre cocodril viu o extingit; el crani era ample, però inflat per davant al voltant de les narius. En aquest gènere hi ha dos forats al premaxil·lar davant de les narius i són autapomorfies úniques que no s'observen en altres cocodrils, però actualment no se sap res sobre la seva funció.
Els moderns cocodrils marins (Crocodylus porosus) tenen la mossegada més forta registrada de qualsevol animal viu, amb una força màxima de 16.414 N per a un exemplar de 4,59 metres.  S'ha estimat que la força de mossegada de Deinosuchus era de 18.000 N a 102.803 N

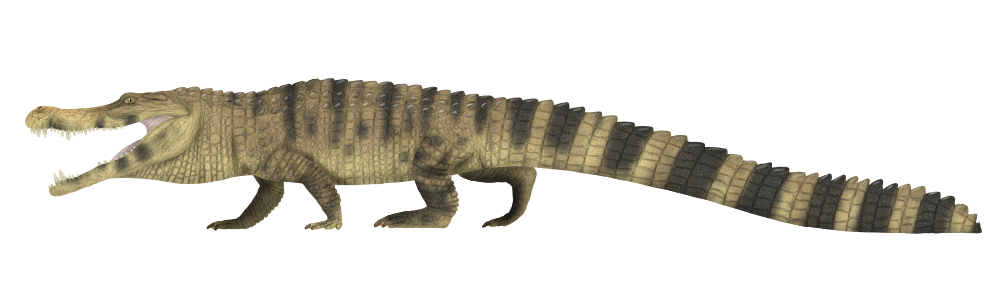
Restauració de D. riograndensis

Deinosuchus tenia un paladar ossi secundari, que li hauria permès respirar per les seves fosses nasals mentre la resta del cap romania submergida sota l'aigua. Les vèrtebres s'articulaven de manera procelosa, és a dir, tenien un buit còncau a l'extrem davanter i una protuberància convexa a la part posterior; aquests haurien encaixat per produir una articulació esfèrica. El paladar secundari i les vèrtebres proceloses són característiques avançades que també es troben en els cocodrils eusucs moderns.
Els osteoderms (escuts) que cobrien la part posterior de Deinosuchus eren inusualment grans, pesats i profundament picats; alguns tenien una forma aproximadament hemisfèrica. Les fosses i els solcs profunds d'aquests osteoderms servien com a punts d'unió per al teixit connectiu. En conjunt, els osteoderms i el teixit connectiu haurien servit de reforç de càrrega per suportar el cos massiu de Deinosuchus fora de l'aigua. Aquests osteoderms profunds s'han utilitzat per suggerir que, malgrat el seu volum, Deinosuchus probablement podria haver caminat per terra com els cocodrils actuals.

### Mida

D. riograndensis en comparació amb altres grans crocodiliformes

La gran mida de Deinosuchus ha estat reconeguda generalment malgrat la naturalesa fragmentària dels fòssils que se li assignen. Tanmateix, les estimacions de la seva mida realment han variat considerablement al llarg dels anys.
L'estimació original de 1954 per a l'exemplar tipus de l'aleshores anomenat Phobosuchus riograndensis es va basar en un crani d'1,5 metres i una mandíbula inferior d'1,8 metres de llarg, reconstruït amb proporcions similars al cocodril de Cuba (Crocodylus rhombifer), amb una longitud total estimada de 15 metres. Tanmateix, actualment aquesta reconstrucció es considera inexacta.
Utilitzant restes més completes, l'any 1999 es va estimar que la mida aconseguida pels exemplars de Deinosuchus variava de 8 a 10 metres amb pesos de 2,5 a 5 tones mètriques. Això es va corroborar més tard quan es va observar que la majoria dels exemplars coneguts de D. rugosus normalment tenien cranis d'aproximadament 1 metre amb una longitud total estimada de 8 metres i uns pesos de 2,3 tones mètriques. Un exemplar de crani raonablement ben conservat descobert a Texas va indicar que el cap de l'animal mesurava uns 1,31 metres i la seva longitud corporal es va estimar en 9,8 metres. No obstant això, les restes fragmentàries més grans de D. riograndensis eren 1,5 vegades la mida de les del D. rugosus mitjà i es va determinar que els individus més grans d'aquesta espècie podrien haver mesurat fins a 12 metres de llargada i potser pesaven fins a 8,5 tones mètriques.
Es va estimar que un fragment mandibular especialment gran d'un exemplar de D. riograndensis prové d'un individu amb una longitud de crani de 147,5 centímetres. Aquesta longitud es va utilitzar juntament amb una equació de regressió que relaciona la longitud del crani amb la longitud total de l'al·ligàtor del Mississipi (Alligator mississippiensis) per estimar una longitud total de 10,64 metres per a aquest exemplar en particular. Això és només lleugerament inferior a les estimacions anteriors per a l'espècie. Deinosuchus s'ha descrit sovint com el cocodril més gran de tots els temps. Tanmateix, altres crocodiliformes com Purussaurus, Rhamphosuchus i Sarcosuchus poden haver-lo igualat o superat en mida.

## Paleobiologia

### Hàbitat
Deinosuchus estava present a banda i banda de la via marítima interior occidental. S'han descrit exemplars en deu estats dels Estats Units d'Amèrica: Utah, Montana, Wyoming, Nou Mèxic, Nova Jersey, Geòrgia, Alabama, Mississipi, Texas i Carolina del Nord. David Schwimmer ha dit que també s'han trobat fòssils de Deinosuchus a Carolina del Sud i Delaware, però cap d'ells d'aquests dos estats s'ha descrit formalment. L'any 2006 també es va informar d'un osteoderma de Deinosuchus de la Formació de San Carlos, de manera que l'abast del cocodril gegant podria haver inclòs parts del nord de Mèxic. També hi ha un informe que descriu un possible escut de Deinosuchus de Colorado. Els fòssils de Deinosuchus són més abundants a la regió de la plana costanera del Golf de Geòrgia, prop de la frontera amb Alabama. Tots els exemplars coneguts de Deinosuchus es van trobar en roques datades a l'etapa Campanià del període Cretaci superior. Els exemples més antics d'aquest gènere van viure aproximadament 82 Ma, i els més joves van viure al voltant dels 73 Ma.

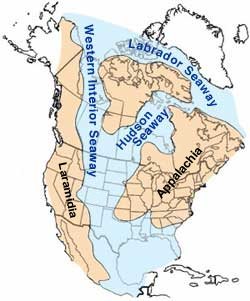
La via marítima interior occidental durant el Cretaci mitjà
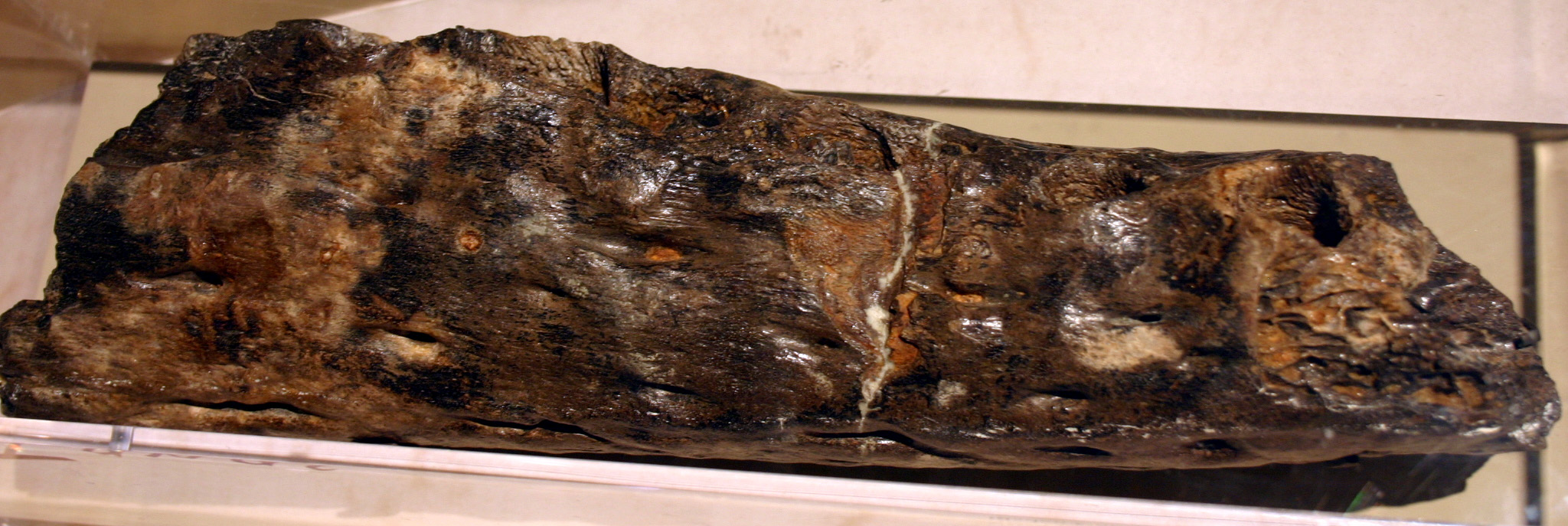
Un fragment de mandíbula de Deinosuchus, exposat al Museu de Ciències Naturals de Carolina del Nord: s'han descobert fòssils d'aquest gran cocodril a 10 estats dels Estats Units i al nord de Mèxic

La distribució dels exemplars de Deinosuchus indica que aquests cocodrils gegants podien tenir com a preferits els ambients d'estuaris. A la formació d'Aguja de Texas, on s'han trobat alguns dels exemplars més grans de Deinosuchus, aquests depredadors massius probablement van habitar badies d'aigües salobroses. Encara que també s'han trobat alguns exemplars en dipòsits marins, no és clar si Deinosuchus es va aventurar a l'oceà (com els actuals cocodrils marins (Crocodylus porosus)); aquestes restes podrien haver estat desplaçades després de la mort dels animals. Deinosuchus ha estat descrit com un component conspicu d'un bioma suposadament diferent que ocupa la meitat sud del Cretaci superior d'Amèrica del Nord.

### Dieta

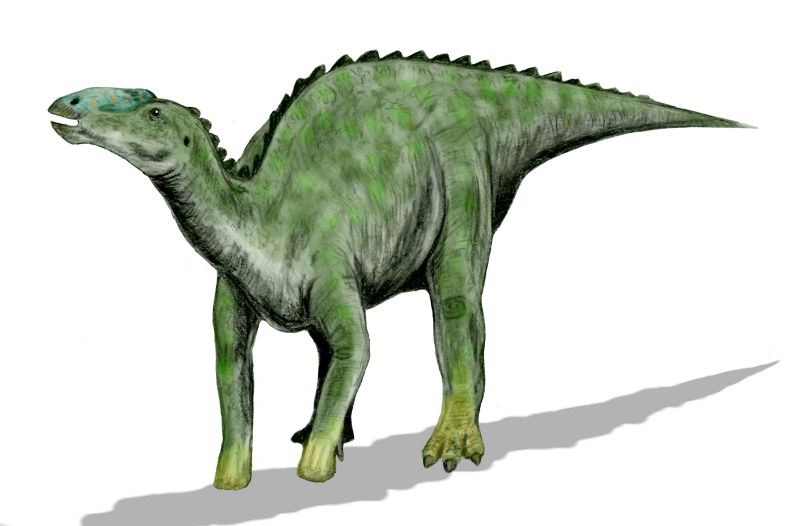
Deinosuchus pot haver depredat ornitòpodes grans. El Kritosaurus va viure al costat del cocodril gegant a l'ecosistema de la Formació Aguja.

L'any 1954, Edwin H. Colbert i Roland T. Bird van especular que Deinosuchus «podria haver caçat i devorat alguns dels dinosaures amb els quals era contemporani». Colbert va reiterar aquesta hipòtesi amb més confiança l'any 1961: «Certament, aquest cocodril devia ser un depredador de dinosaures; en cas contrari, per què hauria estat tan aclaparadorament gegant? Va caçar a l'aigua on els teròpodes gegants no podien anar». David R. Schwimmer va proposar l'any 2002 que diverses vèrtebres de la cua d'hadrosàurids trobades a prop del parc nacional de Big Bend mostren evidències de marques de dents de Deinosuchus, reforçant la hipòtesi que Deinosuchus s'alimentava de dinosaures almenys en alguns casos. El 2003, Christopher A. Brochu va estar d'acord que Deinosuchus «probablement menjava ornitòpodes de tant en tant». En general, es creu que Deinosuchus va utilitzar tàctiques de caça similars a les dels cocodrils moderns, emboscant dinosaures i altres animals terrestres a la vora de l'aigua i després submergint-los fins que s'ofegaven. Un estudi de 2014 va suggerir que hauria estat capaç de realitzar una «roda de la mort», com els cocodrils moderns.
Schwimmer i G. Dent Williams van proposar l'any 1996 que Deinosuchus podria haver depredat tortugues marines. Deinosuchus probablement hauria utilitzat les dents planes i robustes prop de la part posterior de les seves mandíbules per aixafar les closques de la tortuga. La tortuga marina de coll lateral Bothremys era especialment comuna a l'hàbitat oriental de Deinosuchus, i s'han trobat diverses de les seves closques amb marques de mossegades que probablement van ser causades pel cocodril gegant.
Schwimmer va concloure l'any 2002 que els patrons d'alimentació de Deinosuchus probablement variaven segons la ubicació geogràfica; els exemplars més petits de Deinosuchus de l'est d'Amèrica del Nord haurien estat alimentadors oportunistes en un nínxol ecològic similar al de l'al·ligàtor del Mississipi modern. Haurien consumit tortugues marines, peixos grans i dinosaures més petits. Els Deinosuchus més grans, però menys comuns, que vivien a Texas i Montana podrien haver estat caçadors més especialitzats, capturant i menjant dinosaures grans. Schwimmer va assenyalar que cap dinosaure teròpode a la part oriental s'apropava a la seva mida, cosa que indica que el cocodril massiu podria haver estat el depredador alfa de la regió.

### Taxes de creixement

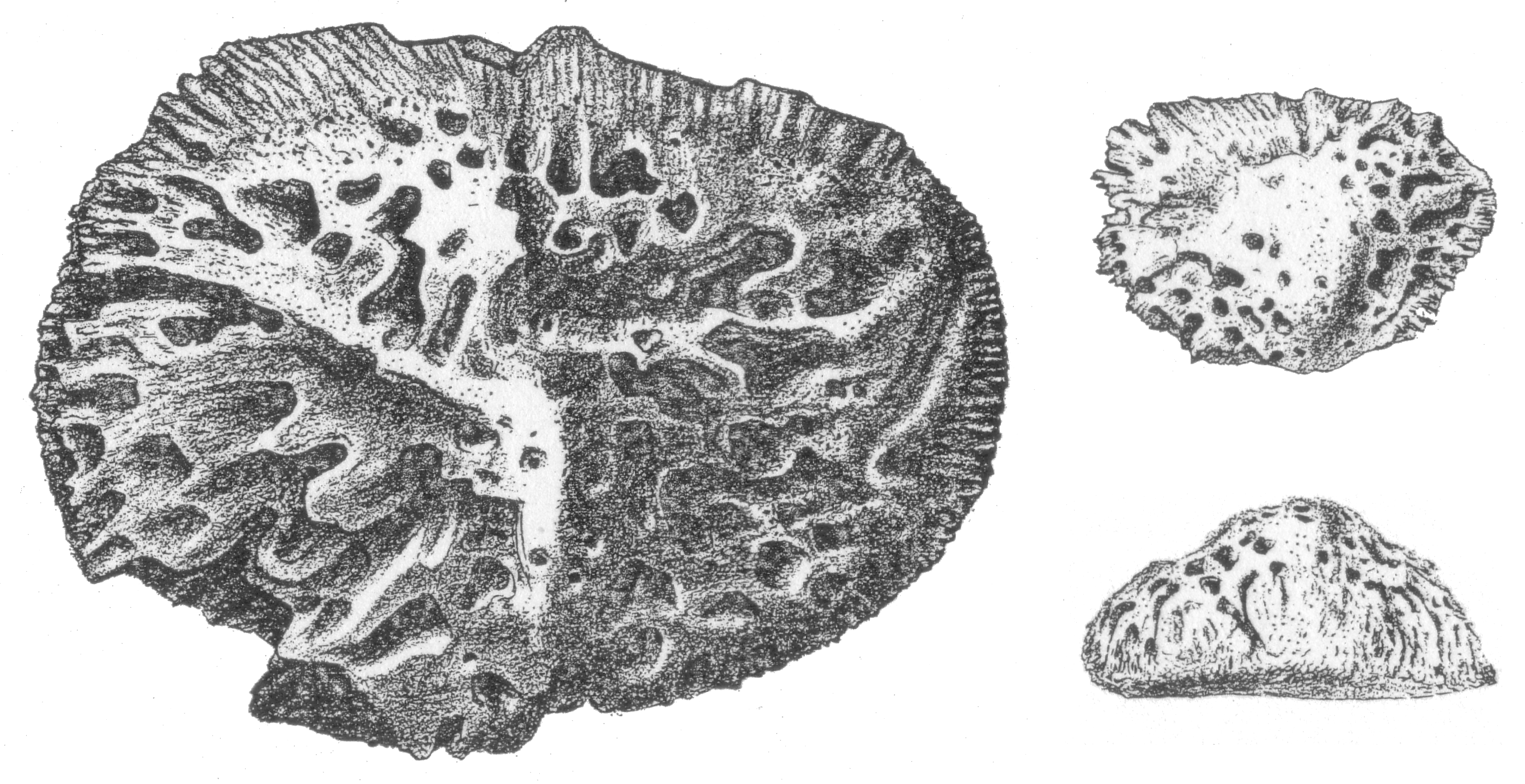
Els osteodermes de Deinosuchus, il·lustrats per W.J. Holland. Són proporcionalment molt més gruixuts que els dels cocodrils moderns.

Un estudi de 1999 de Gregory M. Erickson i Christopher A. Brochu va suggerir que la taxa de creixement de Deinosuchus era comparable a la dels cocodrils moderns, però es mantenia durant molt més temps. Les seves estimacions, basades en els anells de creixement dels osteodermes dorsals de diversos exemplars, van indicar que cada Deinosuchus podria haver trigat més de 35 anys a assolir la mida adulta completa, i els individus més vells poden haver viscut més de 50 anys. Aquesta va ser una estratègia de creixement completament diferent a la dels dinosaures grans, que assolien la mida adulta molt més ràpidament i tenien una vida útil més curta. Segons Erickson, un Deinosuchus adult «ha d'haver vist diverses generacions de dinosaures anar i venir».
Schwimmer va assenyalar l'any 2002 que les suposicions d'Erickson i Brochu sobre les taxes de creixement només són vàlides si els anells osteodèrmics reflecteixen períodes anuals, com ho fan en els cocodrils moderns. Segons Schwimmer, els patrons d'anells de creixement observats podrien haver estat afectats per una varietat de factors, com ara «les migracions de les seves preses, les variacions climàtiques estacionals humides i seques o la circulació oceànica i els cicles de nutrients». Si el cicle de l'anell fos bianual en lloc d'anual, això podria indicar que Deinosuchus va créixer més ràpidament que els cocodrils moderns i va tenir una vida útil màxima similar.

## Descobriment i anomenament

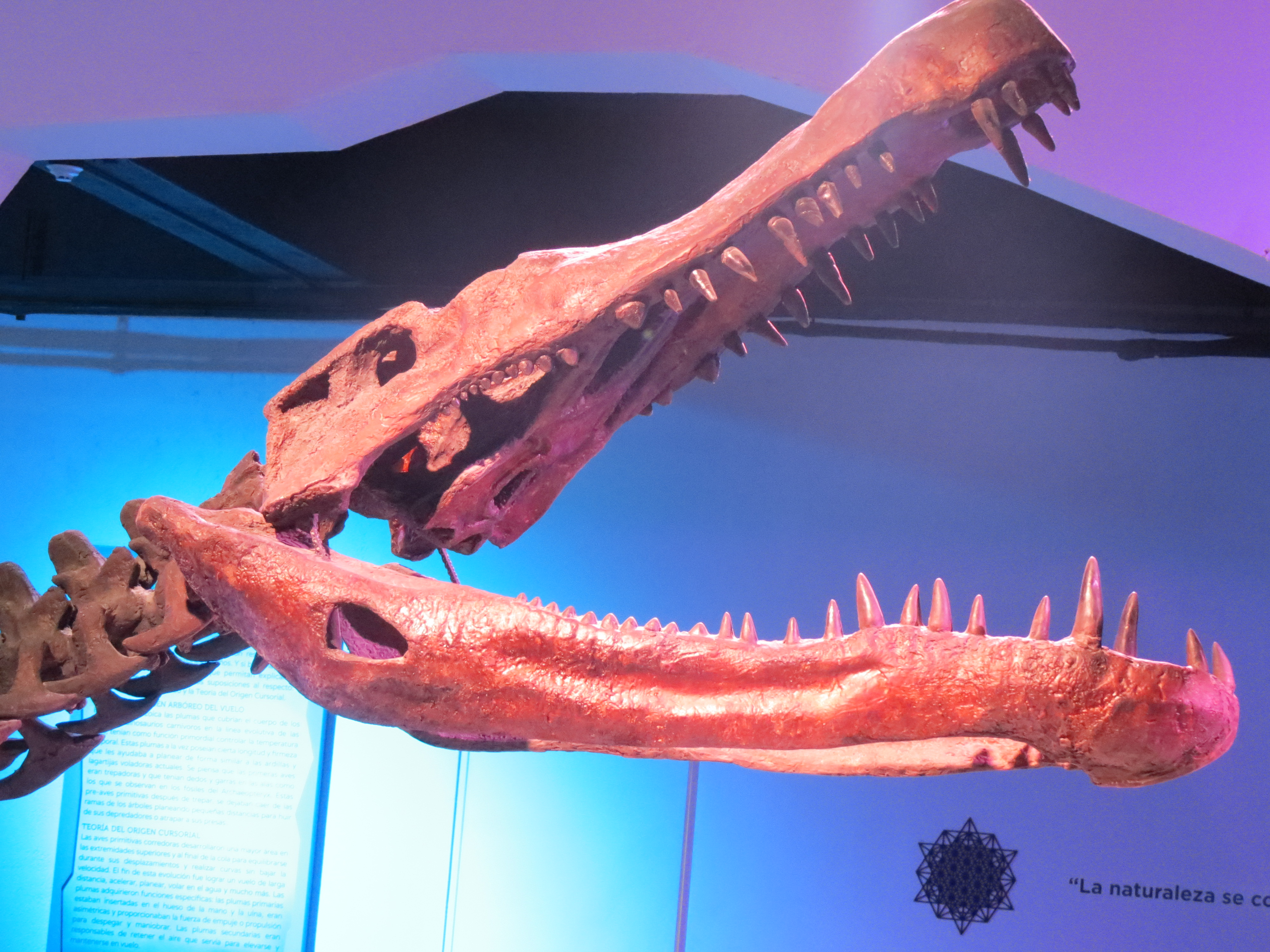
Crani reconstruït de D. riograndensis, Museu de l'Evolució de Puebla

El 1858, el geòleg Ebenezer Emmons va descriure dues grans dents fòssils trobades al comtat de Bladen, Carolina del Nord. Emmons va assignar aquestes dents a Polyptychodon, que llavors creia que era «un gènere de rèptils cocodrils». Els descobriments posteriors van demostrar que Polyptychodon era en realitat un pliosaure, un tipus de rèptil marí. Les dents descrites per Emmons eren gruixudes, lleugerament corbes i cobertes d'esmalt acanalat verticalment; els va assignar un nou nom d'espècie, P. rugosus.  Tot i que inicialment no es van reconèixer com a tals, aquestes dents van ser probablement les primeres restes de Deinosuchus a descriure científicament. Una altra dent gran que probablement prové de Deinosuchus, descoberta al veí comtat de Sampson, va ser anomenada Polydectes biturgidus per Edward Drinker Cope el 1869.
L'any 1903, a Willow Creek, Montana, es van descobrir diversos osteodermes fòssils «a la superfície del sòl» per John Bell Hatcher i T.W. Stanton. Aquests osteodermes es van atribuir inicialment al dinosaure ancilosàurid Euoplocephalus. Excavació al lloc, realitzada per W.H. Utterback, va donar més fòssils, inclosos osteodermes addicionals, així com vèrtebres, costelles i un pubis. Quan es van examinar aquests exemplars, va quedar clar que pertanyien a un gran cocodril i no a un dinosaure; en saber-ho, Hatcher «va perdre immediatament l'interès» pel material. Després de la mort de Hatcher el 1904, el seu col·lega W. J. Holland va estudiar i descriure els fòssils. Holland va assignar aquests exemplars a un nou gènere i espècie, Deinosuchus hatcheri, el 1909. Deinosuchus prové del grec δεινός/deinos, que significa ‘terrible’, i σοῦχος/sukhos, que significa ‘cocodril’.
Una expedició de 1940 del Museu Americà d'Història Natural va donar més fòssils de cocodrils gegants, aquesta vegada del parc nacional de Big Bend a Texas. Aquests exemplars van ser descrits per Edwin H. Colbert i Roland T. Bird l'any 1954, sota el nom de Phobosuchus riograndensis. Donald Baird i Jack Horner van assignar més tard les restes de Big Bend a Deinosuchus, que ha estat acceptat per la majoria de les autoritats modernes.  El nom del gènere Phobosuchus, que va ser creat inicialment pel baró Franz Nopcsa l'any 1924, s'ha descartat des de llavors perquè contenia una varietat d'espècies de cocodrils diferents que van resultar no estar estretament relacionades entre si.

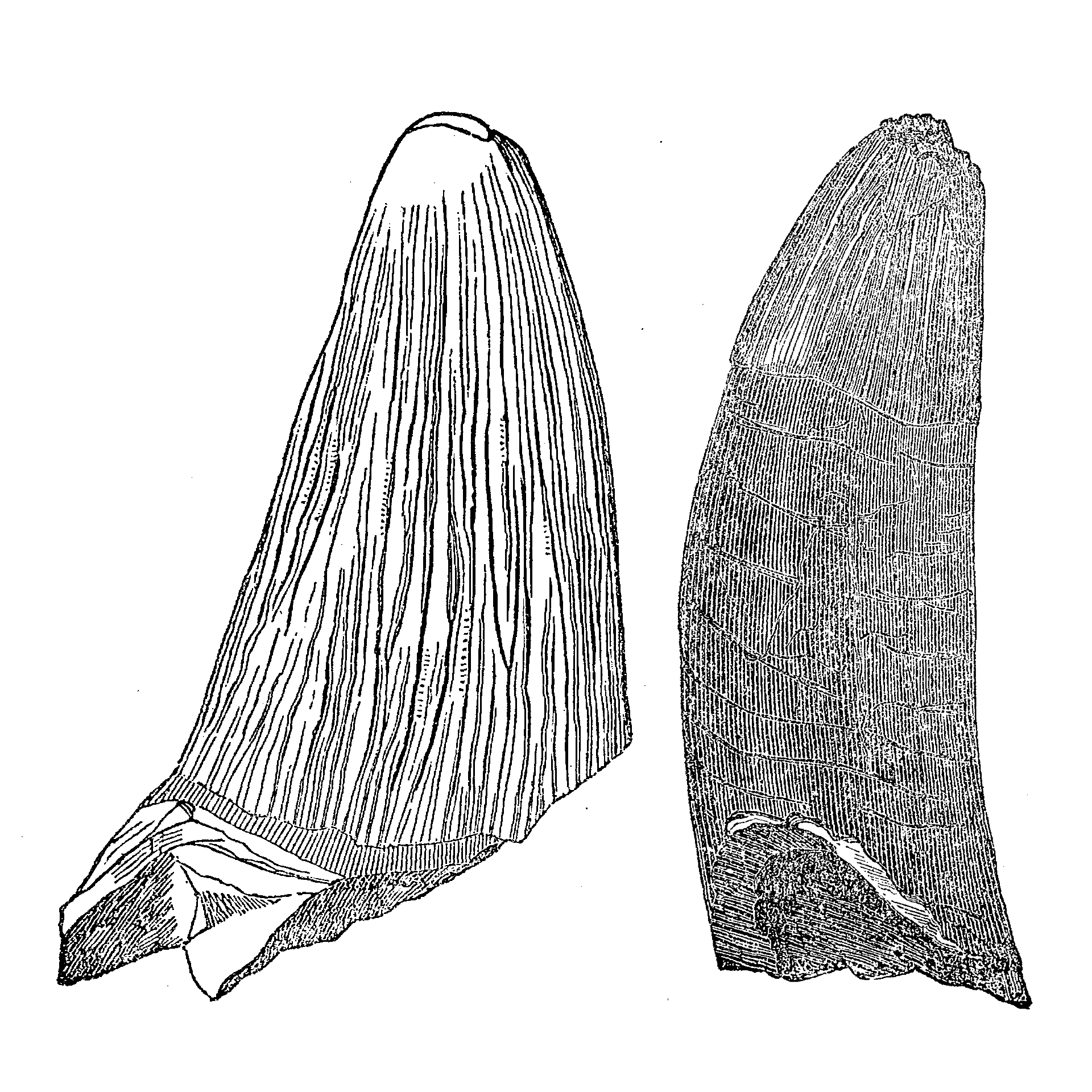
Ebenezer Emmons va il·lustrar dues dents fòssils l'any 1858. Molt probablement, pertanyien al cocodril que més tard s'anomenaria «Deinosuchus»
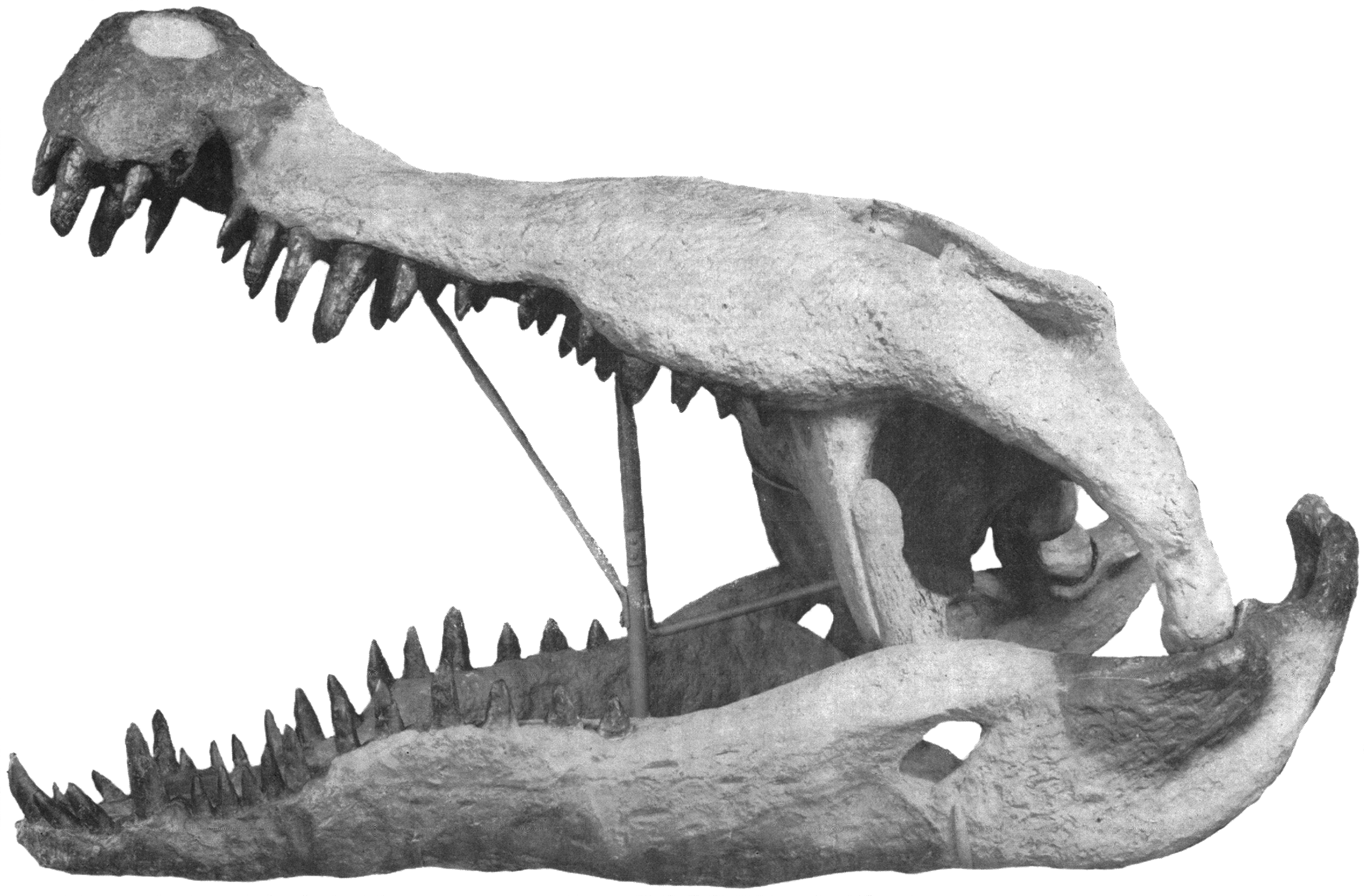
Aquesta reconstrucció del crani, exposada al Museu Americà d'Història Natural durant gairebé mig segle, és probablement el més conegut de tots els fòssils de Deinosuchus. Les parts d'ombra més fosca són ossos fòssils reals, mentre que les parts clares són guix

El Museu Americà d'Història Natural va incorporar els fragments de crani i mandíbula en una restauració de guix, modelada a partir de l'actual cocodril de Cuba. Colbert i Bird van afirmar que es tractava d'una reconstrucció «conservadora», ja que s'hauria pogut obtenir una longitud encara més gran si s'hagués utilitzat com a plantilla una espècie moderna de crani llarg, com el cocodril marí. Com que aleshores no se sabia que Deinosuchus tenia un musell ample, Colbert i Bird van calcular malament les proporcions del crani, i la reconstrucció va exagerar molt la seva amplada i longitud totals. Malgrat les seves imprecisions, el crani reconstruït es va convertir en l'exemplar més conegut de Deinosuchus i va cridar l'atenció del públic sobre aquest cocodril gegant per primera vegada.
Durant les dècades següents es van descobrir nombrosos exemplars addicionals de Deinosuchus. La majoria eren força fragmentàries, però van ampliar el coneixement de l'abast geogràfic del depredador gegant. Com va assenyalar Chris Brochu, els osteodermes són prou distintius que fins i tot la «granola òssia» pot confirmar adequadament la presència de Deinosuchus.
També es va trobar millor material cranial; el 2002, David R. Schwimmer va ser capaç de crear una reconstrucció per ordinador composta del 90% del crani.

## Classificació i espècies
Des del descobriment de les primeres restes fragmentàries que es coneixeran com a Deinosuchus, es va considerar parent dels cocodrils i es va situar inicialment a la família crocodylidae l'any 1954 en funció de les característiques dentals. Tanmateix, la troballa de nous exemplars de Texas i Geòrgia l'any 1999 va portar a una anàlisi filogenètica que va situar Deinosuchus en una posició basal dins del clade Alligatoroidea juntament amb Leidyosuchus. Aquesta classificació es va reforçar l'any 2005 pel descobriment d'un crani de Deinosuchus ben conservat de la formació de Blufftown d'Alabama, que mostra algunes característiques que recorden les de l'al·ligàtor del Mississipi modern, tot i que Deinosuchus no es considerava un avantpassat directe dels al·ligàtors moderns.

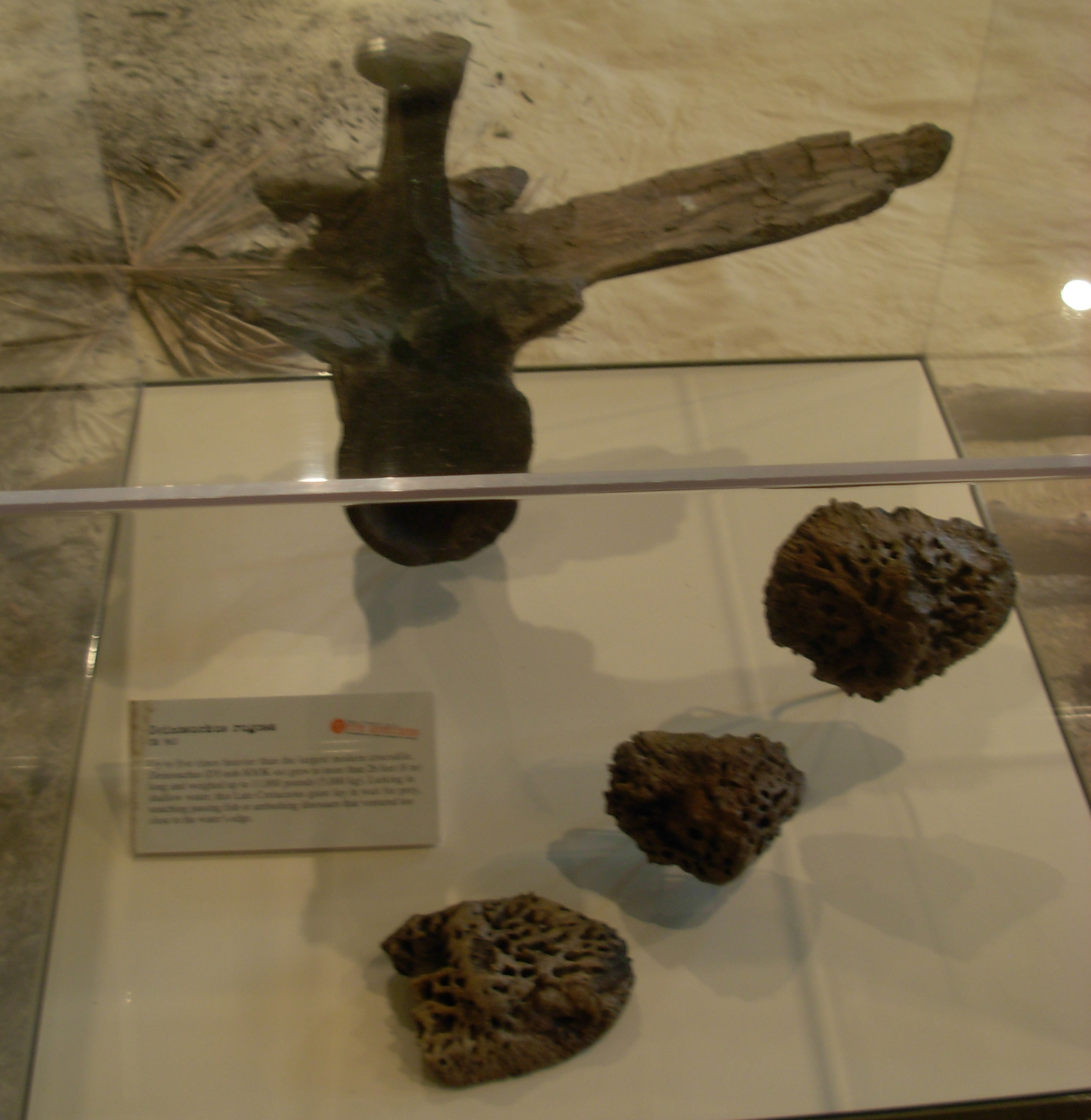
Escuts i vèrtebres de Deinosuchus, Museu Carnegie d'Història Natural
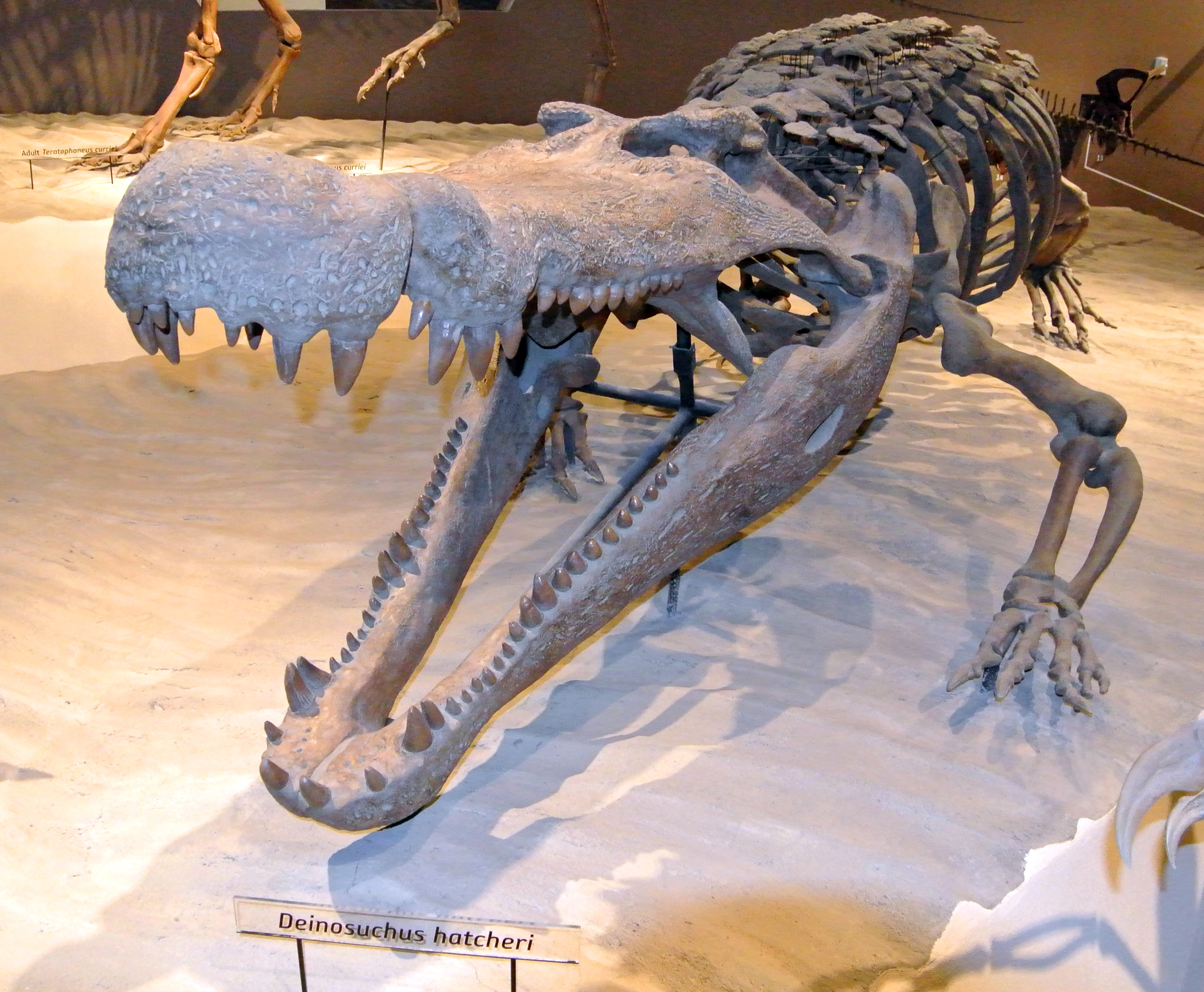
Esquelet d'un Deinosuchus hatcheri

Les espècies pertanyents a Deinosuchus des de la resurrecció del nom genèric l'any 1979 han estat reconegudes tradicionalment com a D. rugosus dels Apalatxes i com a D. hatcheri/riograndensis més gran de Laramídia, caracteritzats per diferències de forma dels seus osteodermes i dents. Tanmateix, a partir de la manca de diferències prou distintives més enllà de la mida, s'han considerat cada cop més totes les mateixes espècies.
En la seva visió general del material crocodiliforme de la formació de Kaiparowits d'Utah, Irmis et al. (2013) van assenyalar que D. rugosus és dubtós perquè les seves dents holotipes no són diagnòstiques, i van recomanar l'ús de Deinosuchus hatcheri per al material de Deinosuchus de Laramidia, tot i subratllant que no s'ha descrit el material cranial de Deinosuchus dels Apalatxes.
En un estudi del 2020, Cossette i Brochu van acordar que D. rugosus és dubtós i sense diagnòstic, convertint-lo en un nomen dubium i, alternativament, van anomenar una nova espècie D. schwimmeri (anomenada així en honor al seu també paleontòleg David R. Schwimmer) dels Apalatxes, que incloïa diversos exemplars anteriorment atribuït a D. rugosus. També van assenyalar que l'holotip de D. hatcheri, molt incomplet, es pot distingir per la forma única de la vora dels seus osteodermes dentats, tot i que això pot no ser fiable perquè els osteodermes de les altres espècies poden no estar tan ben conservats. Tanmateix, a causa de la naturalesa incompleta de l'espècie tipus D. hatcheri, Cossette i Brochu van proposar transferir l'espècie tipus a la D. riograndensis millor conservada, la qual cosa permetria una millor identificació i diferenciació de l'espècie Deinosuchus.
L'anàlisi filogenètica situa a Deinosuchus com a membre basal d'Alligatoroidea, tal com es mostra al cladograma simplificat següent:
|  | Deinosuchus riograndensis |
|  |                           |
|  | Deinosuchus schwimmeri    |
|  |                           |

|  | Alligatorinae |
|  |               |
|  | Caimaninae    |
|  |               |

|  | Deinosuchus riograndensis |
|  |                           |
|  | Deinosuchus schwimmeri    |
|  |                           |

|  | Alligatorinae |
|  |               |
|  | Caimaninae    |
|  |               |